# Miroslovești (gmina)
Miroslovești – gmina w Rumunii, w okręgu Jassy. Obejmuje miejscowości Miroslovești, Mitești, Soci i Verșeni. W 2011 roku liczyła 4533 mieszkańców.